# Alberto Ortega Martín
Alberto Ortega Martín (Madrid, 14 de noviembre de 1962) es un arzobispo, diplomático, canonista, teólogo y filósofo católico español, nuncio apostólico en Venezuela desde 2024.

## Biografía
Nació el 14 de noviembre de 1962, en la ciudad española de Madrid.
Ingresó en el Seminario Conciliar de Madrid, donde realizó los estudios eclesiásticos. Obtuvo el doctorado en Derecho canónico.
En 1993, asistió a la Academia Pontificia Eclesiástica, donde cursó estudios en diplomacia eclesiástica.
Además de su lengua materna, conoce el inglés, francés, e italiano.

### Sacerdocio
Su ordenación sacerdotal fue el 28 de abril de 1990, a manos del cardenal-arzobispo Ángel Suquía; incardinándose en la archidiócesis de Madrid. Tras su ordenación, es miembro del movimiento católico Comunión y Liberación (CL).

#### Diplomacia
Ingresó al servicio diplomático de la Santa Sede el 1 de julio de 1997. Trabajó como consejero de la nunciatura apostólica de Nicaragua y seguidamente fue secretario de las nunciaturas de Sudáfrica y el Líbano. 
En 2004, fue enviado a trabajar a la sección para las Relaciones con los Estados de la Secretaría de Estado de la Santa Sede. Después, en 2007 se convirtió en director de la secretaría para las delegaciones del África del Norte y la Península arábiga. En ese tiempo, participó en las negociaciones para solucionar el conflicto israelí-palestino.

## Episcopado

### Jordania e Irak
El 1 de agosto de 2015, el papa Francisco lo nombró arzobispo titular de Midila y nuncio apostólico en Jordania e Irak. Fue consagrado el 10 de octubre del mismo año, en la Basílica de San Pedro, a manos del cardenal Pietro Parolin.

### Chile
El 7 de octubre de 2019, fue designado nuncio apostólico en Chile. El 14 de diciembre del mismo año, arribó a su misión apostólica.  El 16 de diciembre siguiente, presentó sus cartas credenciales en el Ministerio de Relaciones Exteriores.

### Venezuela
El 14 de mayo de 2024 fue nombrado nuncio apostólico en Venezuela. El 3 de julio siguiente, arribó a su misión apostólica. El 13 de agosto del mismo año, presentó sus cartas credenciales al presidente Nicolás Maduro.